# Margherita Kaiser Parodi
(Sergio Mattarella, durante il suo mandato di Presidente della repubblica, nel Giorno dell'Unità Nazionale e Giornata delle Forze Armate)
Margherita Kaiser Parodi, nota anche come la crocerossina di Redipuglia (Roma, 16 maggio 1897 – Trieste, 1º dicembre 1918), è stata un'infermiera italiana che prestò servizio durante la prima guerra mondiale nel corpo delle infermiere volontarie della Croce Rossa Italiana sul fronte friulano.
Decorata con la medaglia di bronzo al valor militare, è l'unica donna sepolta nel sacrario militare di Redipuglia eretto per commemorare i caduti italiani della Grande Guerra.

## Biografia

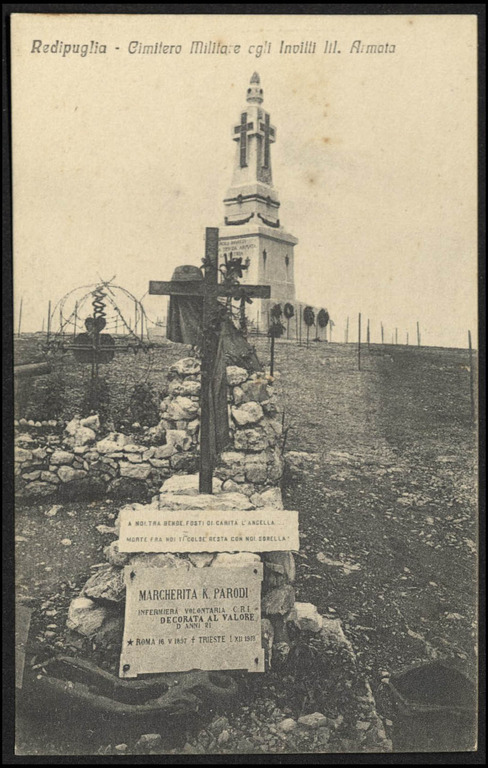
La prima tomba al cimitero degli Invitti della Terza Armata

Figlia di Giuseppe Kaiser Parodi e Maria Orlando (figlia di Luigi Orlando), appartiene alla terza generazione della famiglia imprenditoriale Orlando. Il padre Giuseppe Kaiser, benestante livornese di origine tedesca, ottenne, allo scoppio della prima guerra mondiale, l'italianizzazione del cognome, assumendo anche quello della nonna, ovvero Parodi.
Arruolatasi volontaria a 18 anni allo scoppio della guerra, Margherita Kaiser Parodi prese servizio come crocerossina presso la Terza Armata sul fronte orientale, partendo con la madre e la sorella Olga per l'Ospedale CRI di Cividale del Friuli. Nel maggio 1917 si trovò sotto bombardamento nell'ospedale mobile n. 2 di Pieris.

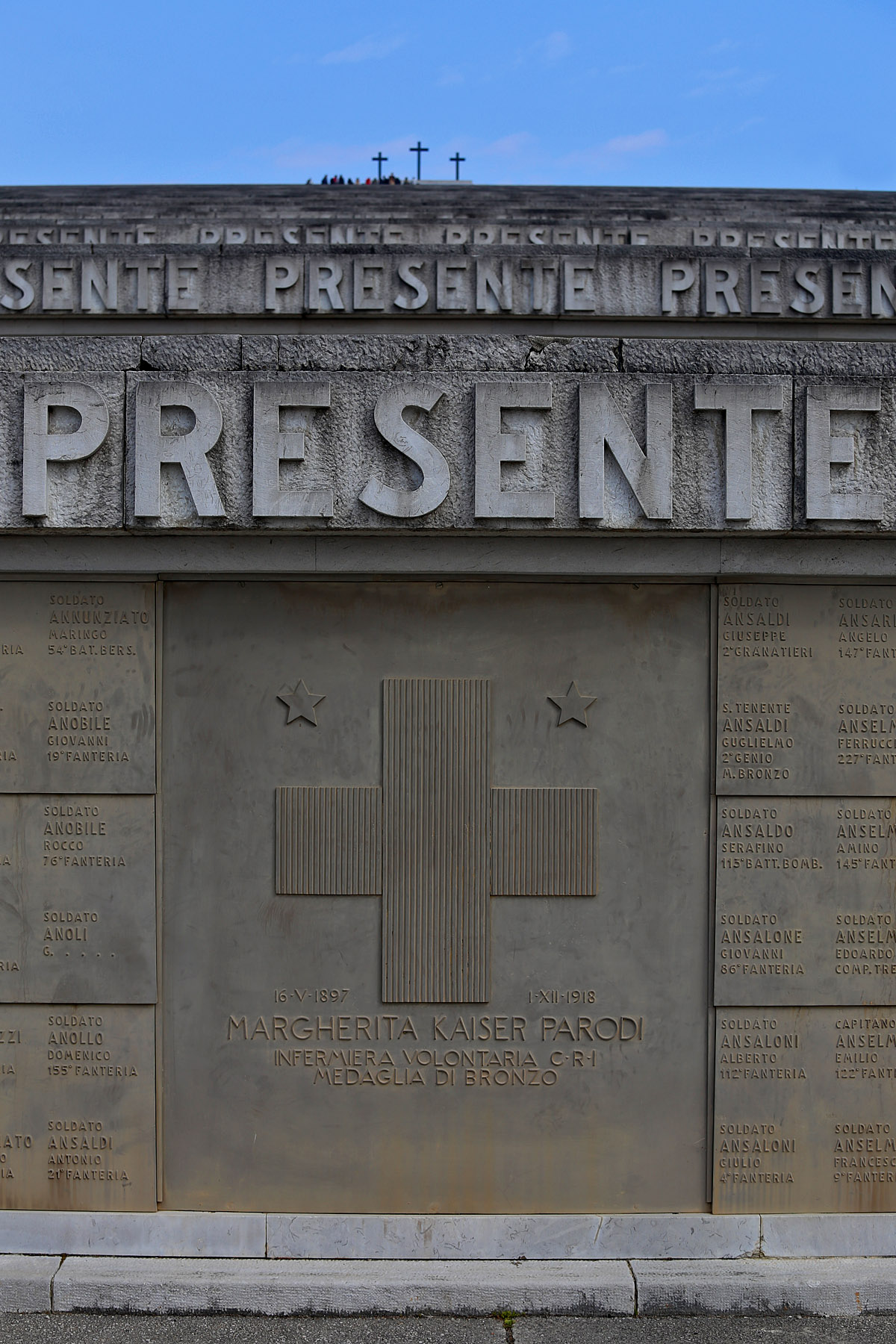
Tomba di Margherita Kaiser Parodi (unica donna sepolta al sacrario militare di Redipuglia)

Margherita fu decorata al valor militare con la medaglia di bronzo il 19 maggio 1917, con la seguente motivazione: per essere rimasta al suo posto mentre il nemico bombardava la zona dove era situato l'ospedale cui era addetta. Ricevette inoltre la medaglia d'argento ai benemeriti della salute pubblica.

Finita la guerra, continuò il suo lavoro di assistenza ai soldati feriti e malati a Trieste, dove morì di febbre spagnola a soli 21 anni: era rimasta accanto ai soldati colpiti dalla malattia sino a venirne contagiata lei stessa. Venne inizialmente sepolta al Cimitero degli Invitti della Terza Armata sul Colle di Sant'Elia dove attualmente, sul luogo della prima inumazione, rimangono una croce ed una lapide commemorativa sulla quale è riportato il seguente epitaffio:
|  | A noi, tra bende, fosti di Carità l'Ancella,   |
|  | Morte fra noi ti colse. Resta con noi sorella. |

In seguito le sue spoglie furono traslate nel nuovo Sacrario militare di Redipuglia e collocate simbolicamente dietro una grande lapide, più grande di quella degli altri caduti, posta al centro del primo gradone monumentale e dietro alla tomba del Duca d'Aosta, Comandante della Terza Armata.

## Ricordo
In memoria di Margherita Kaiser Parodi è dedicata una via a Quercianella (frazione di Livorno) e la sede della CRI di Premariacco.
A Margherita Kaiser Parodi è dedicata una canzone di Lucia Miller, inserita nell'album "Lampi sulla pianura", dal titolo "Margherita caduta in guerra".